# 天国にいちばん近い島 (曲)
「天国にいちばん近い島」（てんごくにいちばんちかいしま）は、1984年10月10日にリリースされた原田知世の6枚目のシングルで、原田自身が主演した同年公開の映画『天国にいちばん近い島』の主題歌。

## 概要
シングルレコードは、映画の公開より2か月早くリリースされた。A・B面ともに同映画のサウンドトラックに収録されている。作詞・作曲・編曲には、前シングル「愛情物語」と全て同じ作家が起用されている。
表題曲は東芝「SUGAR」のCMソングとしても使用された。
初回プレス盤は、レコード盤がクリアレコード仕様となっている。

## チャート成績
オリコンチャートの最高順位は週間1位。登場週数は16週で、累計27.6万枚のセールスを記録した。この曲のヒットにより、原田は1982年のデビューから2年3か月で初めての1位を獲得した。

## 収録曲
| 全作詞: 康珍化、全作曲: 林哲司、全編曲: 萩田光雄。 |                          |        |            |      |
| #                                                  | タイトル                 | 作詞   | 作曲・編曲 | 時間 |
| 1.                                                 | 「天国にいちばん近い島」 | 康珍化 | 林哲司     | 4:44 |
| 2.                                                 | 「愛してる」             | 康珍化 | 林哲司     | 4:15 |
| 合計時間:                                          | 合計時間:                | 8:59   |            |      |

## カバー
天国にいちばん近い島
- 張南雁（1986年、広東語版「搖擺的愛」、アルバム『各走一方』に収録）
- ジュディ・リン（1993年、北京語版「愛，放在我心上」、アルバム『Subway』に収録）
- 土岐麻子（2022年、『ToMoYo covers～原田知世オフィシャル・カバー・アルバム』に収録）